# 天外魔境 風雲カブキ伝
『天外魔境 風雲カブキ伝』（てんがいまきょう ふううんカブキでん）は、1993年7月10日にハドソンから発売されたPCエンジンSUPER CD-ROM²用コンピュータゲーム用ロールプレイングゲームである。
開発はハドソンとレッド・カンパニーの共同開発であり、企画・監修は広井王子、監督は竹部隆司、演出は藤原茂樹、音楽は田中公平、絵師は辻野寅次郎が担当している。

## 概要
ゲーム内容は、主人公のカブキ団十郎を操作し、邪教集団「大門教（デーモン教）」の教主「魔王ガープ」によって連れ去られた京都の女たちを救出する事を目的としている。
和風RPG『天外魔境』シリーズの外伝であり、前作『天外魔境II 卍MARU』（1992年）のキャラクターであるカブキ団十郎を主役に据え、前2作のキャラクターも多数出演する番外編となっている。ヒロインの阿国の声優に女優の牧瀬里穂を迎え、ゲームにミュージカル要素を取り入れている（#ミュージカル要素にて後述）。2年以上の制作期間をかけてきた前作までと異なり、本作ではハドソンからの要望により1年間で完成させることを目標とし、外伝作品として制作されたためボリュームが減っている。また、『天外魔境II 卍MARU』の監督、脚本を手がけた桝田省治は携わっていない。
後にPlayStation Portable用ソフト『天外魔境コレクション』（2008年）に収録された。
本作はゲーム誌『ファミコン通信』の「クロスレビュー」にてゴールド殿堂入りを獲得した。

## 設定

### ストーリー
火の一族と根の一族との戦いが終結して1年後、火の勇者の1人・カブキ団十郎は京の町で歌舞伎役者として人気を博していた。そんなある日、ヘビ仙人の元で修行を積んだカブキの兄弟子であるオロチ丸から話があるから宿に来てくれという手紙が届いた。
オロチ丸と再会したカブキは「第1作」でジライアたちが倒したはずの「大門教（デーモン教）」が復活したという話を聞く。デーモン教のジパング侵略を阻止してほしいと頼まれるが、オロチ丸の話もろくに聞かず、その日貰った歌舞伎の出演料で宴会を始めだした。だが、宴会の最中、突然京都中の女達が消え、町の西にある金閣寺が消えて不気味な西洋風の城が出現した。
かつて坂東地方において、ジパングを征服せんと活動をしていた邪教集団「大門教（デーモン教）」。彼らは火の一族（ジライア、ツナデ、オロチ丸）に敗れた後もジパング制圧の夢を諦めてはいなかった。ロンドンを占拠した大門教教主「魔王ガープ」が再びジパング侵略計画を企んでいたのだ。ガープは四使徒の一人である「黄金のカンビエ」を送り込み着々とジパング制圧の準備を進めていた。
大門教のジパング再上陸の情報を掴んだオロチ丸はそのことを伝えるためにカブキを訪ねてきたのだが、虚をつかれて大門教の京都侵攻を許してしまった。オロチ丸は事情でこの事件を解決できない自分に代わりこの事件を解決してほしいとカブキに依頼するが、カブキは首を縦に振ろうとはしない。「これはオレ様の問題だ!オレ様の女たちを連れ去るとは許せねぇ!!大門教はオレがぶっ潰す!!」と京の女達を取り戻すためと称して打倒大門教に立ち上がったのであった。

### 世界観
本作は『天外魔境II 卍MARU』から1年後（第1作『天外魔境 ZIRIA』から4年後）の世界である。
天外魔境シリーズは「西洋から観た誤った世界観」をコンセンプトとした16世紀頃を時代設定とする架空の国「ジパング」を舞台としていたが、本作では序盤にそのジパングを離れ、イギリスをモデルとした「ロンドン」を中心に展開する。
本作ではジパング（京都）からロンドンに渡った際にシステム用語や通貨単位が変わり（体力→HP、段→Lv、両→ポンド）、またジパングで使えた「巻物」が使えず、新たに各地にいるドルイド僧から「魔法書」を貰う必要があるなど環境が大幅に変わる。

### 戦闘
天外魔境シリーズの前作までは敵とメッセージだけが画面内に表示されるフロントビューが採用されていたが、本作ではサイドビューバトルとなり、通常攻撃や技を使ったときなど、状況の流れはアニメーションで表現される。また、ボスキャラなどの特殊な敵を倒すには、指定された特殊なアイテムを使って止めを刺す必要がある。相手のヒットポイントが少なくなると”止め”コマンドが表示される。

## 登場人物

### パーティキャラクター
カブキ団十郎（カブキだんじゅうろう）
- 声 - 山口勝平

当作の主人公で自称ジパング一の伊達男。前作で卍丸らと共に根の一族と戦った火の勇者の1人。現在は京の町の北座で歌舞伎役者となり、盛況を得ている。本作では大門教に誘拐された京の女たちを取り戻すために旅立つ。前回の戦いで成長したものの、派手好きで目立ちたがり屋の性格は相変わらず。
阿国（おくに）
- 声 - 牧瀬里穂

京の町の南座の人気女歌舞伎役者。美しい容姿とは裏腹にお転婆でカブキ以上の負けん気の強さを持つ。
その正体はショーグンの隠密でオロチ丸の部下である。チャイナ国出身の火の勇者で蒼き狼の末裔。
世阿弥（ぜあみ）
- 声 - 速水奨

仮面をかぶった謎の男。礼儀正しい性格。
その正体はロンドン出身の元ドルイドで、金髪碧眼の美青年。サングエにそそのかされ、デーモン教に加担していた。しかし、デーモン教の本当の目的を知り、ジパングに渡り、火の勇者を探していた。サングエとの戦いでカブキを庇って絶命。
プッシュ富士山（プッシュふじやま）
- 声 - 塩屋翼

横綱を目指すモンゴル出身の相撲力士。餃子が大好物で、口癖は「プッシュ」。世阿弥亡き後、その遺志を継ぎ一行に加わる。また、念願の横綱にもなれた様で、世阿弥の墓前に報告していた。

### デーモン教
『天外魔境ZIRIA』の敵集団である大門教の本拠地ロンドンにおける教団名。以下、ガープの部下として君臨する4人の共通点は「元は善良な人物であった」ことである。そのため、全員が死亡する間際には、ガープの洗脳が解けたことで自らの悪行を心の底から悔いており、自分たちの人生を狂わせたガープを倒すようにカブキたちに頼みながら息を引き取った。
黄金のカンビエ
- 声 - 永井一郎

金閣寺を悪趣味な建物に変えた張本人。ジョウコウを脅してタイクーンの座に即けようとした。拝金主義者でテーマソングでは金で愛も買えると言い切った。弱点の「王水の剣」を刺されたことにより死亡。また、その際にはデーモン教の本場であるロンドンに向かい、魔王ガープを倒すようカブキたちに頼んだ。元は慈善事業家だった。
満月のウンギエ
- 声 - 山寺宏一

元はイーストエンドの宿屋の主人。妻・ジュリアとの子供を魔王の手下に殺害され、魔王に立ち向かうが敗北、洗脳されて魔王の手下になる。カブキらに弱点の銀の銃弾を打ち込まれて死亡する。その際、自身の呪いを解放するきっかけを与えたジュリアに礼を言い残した。
千年のカルネ
- 声 - 松本保典

類まれな美男子で、その顔と魔王ガープから貰った魔力で女性たちを次々と魅了していた。元は1000年前に魔王ガープに挑んで敗れた、エジプトあたりの地域の王。リクエストに答えると、テーマソングを3番まで歌ってくれる。洗脳された際にカルネ自身の最愛の妻が生贄となったため、女性を信じられなくなっていた。弱点の聖水を浴びせられ、カブキらに敗れるや否や急激に老衰し、最愛の妻に対して自分の行いを後悔しながら死亡した。
永遠のサングエ
- 声 - 神谷明

ウエストエンド地方のボスで吸血鬼。元はウエストエンドの医者で、人々の命を助けるために不眠不休で働いていた。人の命を奪う魔王ガープに挑むも敗れるが敗北、洗脳され魔物にされた。かつて世阿弥を配下においていたことがある。カブキと共に世阿弥が最期の力を振り絞って突き刺した、弱点の「太陽十字剣」に体を貫かれ死亡。その際には、やはり自身の行いを激しく悔いており、「こんな体も魂も永遠に滅んでしまえ」と自身を呪った。
魔王ガープ
- 声 - 小杉十郎太

デーモン教の邪神にして本作の最終ボス。カンビエ、ウンギエ、カルネ、サングエの4人を洗脳し、怪物に変えた張本人である。

### その他
足下兄弟（アシモト五兄弟）
- 声 - 矢尾一樹

『天外魔境』のメインシリーズにおいて全作品に登場する五つ子のオカマの商人。船を用意してカブキのロンドン渡航を手助けするが、カブキを騙して理不尽な為替による両替でカブキの所持金を巻き上げる。
ゆめタロー
- 声 - 富沢美智恵

オロチ丸の依頼でカブキを迎えに来た芸者。
小真木
- 声 - 花島優子

ゆめタローとともにカブキを迎えに来た芸者。

#### ジパング
オロチ丸
- 声 - 塩沢兼人

『天外魔境 ZIRIA』におけるパーティキャラクターの1人。カブキとはヘビ仙人を師匠とする兄弟弟子の関係にある。1作目と同様、手紙による頻繁な連絡で筆まめぶりを発揮している。
ジライア
- 声 - 岩田光央

『天外魔境 ZIRIA』の主人公。阿国の舞台を観るために訪れた京都の南座でカブキと遭遇する。
ツナデ
- 声 - 江森浩子

『天外魔境 ZIRIA』におけるパーティキャラクターの1人。オロチ丸を追いかけて京都に来ている。
戦国卍丸
- 声 - 伊倉一寿

『天外魔境II 卍MARU』の主人公。戦友であるカブキの北座公演に際して祝電の電子メールによる出演のみ。
極楽太郎
- 声 - 赤星昇一郎

『天外魔境II 卍MARU』におけるパーティキャラクターの1人。電子メールによる出演のみ。
絹
- 声 - 井上あずみ

『天外魔境II 卍MARU』におけるパーティキャラクターの1人。電子メールによる出演のみ。
まつり
- 声 - 高山みなみ

『天外魔境II 卍MARU』に登場したくノ一、百々地三太夫の3姉妹の1人。ジパング（序盤）においてパーティが戦闘に敗れて敗走した際に登場する。
ジョウコウ
- 声 - 矢田耕司

黄金のカンビエにそそのかされ、空位となっているタイクーンの座を狙う。
奈落の神
- 声 - 久米明

舞台を守る歌舞伎の神様。

#### ロンドン
レイナ
- 声 - 横山智佐

ロンドンの王位を継ぐ姫。カブキに助けられ、淡い恋心を抱く。
モースフィール祭司
- 声 - 山寺宏一

ドルイド教の祭司。
マントーR（リターンズ）
- 声 - 千葉繁

天外魔境の全ての作品に登場する間の抜けた大猿。今回はロンドン橋に大量の爆薬を仕掛けてカブキを待ち伏せしていたが、あまりに単純すぎたために罠は失敗、自分がその罠にひっかかり崩れ落ちる橋とともに川に飲み込まれた。その後、ロンドンの人々の間で彼をバカにした歌（『ロンドン橋落ちた』の替え歌）が流行るようになる。額の「R」の文字が左右逆になっているのは、前作と同じく鏡像の左右が入れ替わることに気付かずに鏡を見ながら書いたためである。
ジュリア
- 声 - 藤田淑子

ウンギエの妻。魔王ガープに魔物に変えられた夫を元に戻すため、子供たちを誘拐する。
聖騎士アレックス
- 声 - 小林清志

ロンドン王家に仕える騎士。かなり頑固で騎士道を重んじる。
ゴート男爵
- 声 - 家弓家正

レイナと結婚してロンドンの支配者になることを目論む男爵。『ルパン三世 カリオストロの城』に登場するカリオストロ伯爵のパロディキャラクターである。名前は同伯爵が製造していた「ゴート札」に由来。
ジョーンズ博士
- 声 - 青野武

古代遺跡を研究している老人。かつてはロンドン博物館の館長であったがゴート男爵の陰謀によりその職を追われた。
イヌバス
- 声 - 永井一郎

体がバスの形をした巨大な犬。『となりのトトロ』に登場するネコバスのパロディキャラクターである。
ネッシー
- 声 - 矢田耕司

ネス湖に住む人間の言葉を解する巨大な竜。
ジョイア
- 声 - 関根明子

サングエの娘、カーミラ3姉妹の長女。
ピエタ
- 声 - 萩森侚子

カーミラ3姉妹の次女。
イーラ
- 声 - 中村尚子

カーミラ3姉妹の末娘。

## 移植版
| No. | タイトル                                       | 発売日        | 対応機種             | 開発元   | 発売元   | メディア | 型式       | 備考 |
| --- | ---------------------------------------------- | ------------- | -------------------- | -------- | -------- | -------- | ---------- | ---- |
| 1   | PC Engine Best Collection 天外魔境コレクション | 2008年7月31日 | PlayStation Portable | ハドソン | ハドソン | UMD      | ULJM-05357 |      |

## 音楽

### ミュージカル要素
本作では原案者である広井王子の発案によりミュージカル要素を取り入れられ、ボスキャラクターが登場したときに自分のテーマソングを歌うといった演出がなされている。音楽を担当した田中公平と広井王子のコンビは、のちに手がけた『サクラ大戦』シリーズにおいてもミュージカル要素を取り入れたほか、同作を元にした舞台も開演しており、本作はそうした展開の原点的存在と言える。
- 「黄金のカンビエ」
  - 作詞：広井王子、作曲：田中公平、編曲：岸村正実
  - 歌：永井一郎
- 「満月のウンギエ」
  - 作詞：広井王子、作曲：田中公平、編曲：岸村正実
  - 歌：山寺宏一
- 「千年のカルネ」
  - 作詞：広井王子、作曲：田中公平、編曲：岸村正実
  - 歌：松本保典
- 「永遠のサングエ」
  - 作詞：広井王子、作曲：田中公平、編曲：岸村正実
  - 歌：神谷明
- 「魔王ガープ」
  - 作詞：広井王子、作曲・編曲：田中公平
  - 歌：小杉十郎太
- 「ピエロの歌」（PSP版では、音楽部分はカットされた）
  - 作詞：荒井弘二、作曲：：笹川敏幸
  - 歌：横山智佐・江森浩子・千葉繁・井上あずみ

また本作のBGMは様々なTV番組などで二次使用されている（『ウンナンの炎のチャレンジャー』、『料理の鉄人』、『開運!なんでも鑑定団』など）。

### サウンドトラック
『天外魔境 風雲カブキ伝 オリジナル・サウンドトラック』
1993年7月21日発売、NECアベニュー
本作のサウンドトラック。BGM（CD音源曲のみ）と本編で使用されたボスの歌の完全版（フルバージョン）が収録されている。
『天外魔境ヒストリー・パーフェクト・グラフィティー』
1993年12月21日発売、NECアベニュー
本作のBGM（CD音源曲の一部と波形メモリ音源曲、ボスの歌のカラオケバージョン）のほか、『天外魔境 ジライアおぼろ変』と『天外魔境II 卍MARU』の曲も一部収録されている。

### ドラマCD
『CDドラマ 天外魔境(1) 風雲カブキ伝 アメリケン異聞 凱旋公開！カブキ伝顛末記』
1994年3月21日発売、NECアベニュー
本作のその後を描いたCDドラマ。
脚本：あかほりさとる・野呂昌史、音楽：田中公平
出演：山口勝平、青野武、置鮎龍太郎、横山智佐、神谷明、山寺宏一、永井一郎、松本保典、岩田光央、塩沢兼人、伊倉一寿、江森浩子、塩屋翼、井上あずみ
劇中歌：「わが名はカブキ団十郎」（作詞：金巻兼一、作曲：田中公平、歌：山口勝平）
『CDドラマ 天外魔境(2) 風雲カブキ伝 アメリケン異聞 大陸横断鉄道騒動記』
1994年7月21日発売、NECアベニュー
ドラマCDの第2弾。
脚本：あかほりさとる・野呂昌史、音楽：田中公平
出演：山口勝平、青野武、置鮎龍太郎、横山智佐、千葉繁、天野由梨、久川綾、渡辺久美子、堀内賢雄、千葉一伸、上田祐司、山野井仁
劇中歌：「愛しい人へ」（作詞：金巻兼一、作曲：田中公平、歌：横山智佐）

## スタッフ
- 制作・総指揮：工藤裕司
- 原作：P・H・チャダ
- 企画・監修：広井王子
- エグゼクティブプロデューサー：中野忠博、中本伸一
- 監督：竹部隆司
- 演出：藤原茂樹
- 脚本：荒井弘二
- 絵師：辻野寅次郎
- プログラムユニット
  - 電脳監督：小坂恭洋
  - プログラム：白水薫里、室屋勇治、佐橋秀樹、安部利也、高島哲治、田中俊介
- デザインユニット
  - 美術監督：久保久
  - マップユニット：伊藤真希、佐々木みか、田中和恵、向井由美、蟹江則宏、佐藤裕
  - バトルユニット：武田真理、東明彦、市沢保弘、稲葉将栄、中山貴秀、笠原敏秀、芳賀覚、堀井敏輝、越後正一、高坂和史、五嶋一人、松浦浩司
  - 映像監督：角谷篤志
  - ビジュアルユニット：瓜田智昭、大竹浩史、山口英樹、興膳有基徳、土江達也、百田亮海、佐々木伸、大谷達也、石川睦、中村伸一、守山智幸、渡辺真登香、本間寧、中村智恵、山口美佳、西川勝久
- 音響ユニット
  - 音楽監督：田中公平
  - 編曲：岸村正実
  - 音屋番頭：笹川敏幸
  - 音色技巧師：滝本利昭、井上雅明、星恵太、佐藤昭洋、成田修、金佳代子、本間章浩
  - 音響効果：ジョーダウンスタジオ、冨井昭次、遠藤稔
  - ゲーム企画サポート：印南好司、中田伸一、及川英紀
  - 英訳協力：辻尾晋一、大島千絵、アール・F・ラッセル
- 作画ユニット
  - 作画監修：浦上進
  - 作画監督：石倉敬一、大河原晴男
  - 作画：石浜真史、澤木巳登里
  - 美術設定：鷲田敏弥
  - 美術：横山幸博
  - モンスターデザイン：僕久保
  - デザイン協力：明貴美加
  - 作画進行：宮城拳
  - 助監督：こなきじじい
- 企画進行：山田真木
- プロデューサー：和気正則、三井啓介、小林正樹
- 録音スタジオ：スタジオタバック、ビクター青山スタジオ、サウンドシティ、MITスタジオ、デルタスタジオ
- 協力：（株）青二プロダクション、（株）アーツビジョン、アトリエラスコー、有限会社アドス、（有）アプリコットプロモーション、（株）イマジン、（株）81プロデュース、（株）大沢事務所、劇団昴、劇団21世紀FOX、（株）現、ジョーダウンスタジオ、スタジオエビス、（株）スマイルフェリオ、（株）スリーシーズン、（株）東京ムービー新社、（有）ドリーム・コーポレーション、俳協、（株）ぷろだくしょんバブオブ、（株）RED COMPANY
- 題字：禅
- キャッチコピー：荒井未来
- スペシャルサンクス：古市利雄、斎藤祐二、三上哲、飛澤正人、土井信一、前濱希久江、小崎整、長谷川由美、村井恵美子、湯沢河童、家入赤福、月刊PCエンジン、電撃PCエンジン、マル勝PCエンジン、PC Engine FAN、ファミコン通信、週刊少年ジャンプ、ROLAND SOUND SPACE
- 制作・著作：HUDSON SOFT、RED

## 評価
ゲーム誌『ファミコン通信』の「クロスレビュー」では9・8・9・7の合計33点（満40点）でゴールド殿堂入りを獲得、レビュアーからは演出面に関して、「『天外』初体験の人だと主人公に振り回されて疲れるかも」と一部不安視する声が上がったが、それ以外では「伏線と思われる仕掛けが絡み合い、気が抜けない状態が続く」、「要所要所でよくしゃべるしよくアニメする。このくらいテキパキやってくれると全然問題ない」、「ビジュアルシーンの見せかたは、相変わらずすばらしく感動もの」、「デモや街の様子や会話なんかはすごく丁寧に、ソツなくオチャメに作ってある」と概ね肯定的に評価された。しかし、戦闘システムに関しては「馴染み易い作り」という意見と「なんだかオザナリな感じがしてて悲しい気持ち。その他はおもしろいので残念無念」と賛否が分かれる評価となった。 その他、『月刊PCエンジン』では95・90・95・85・90の平均91点（満100点）、『電撃PCエンジン』では75・70・70の平均71.6点（満100点）、『PC Engine FAN』の読者投票による「ゲーム通信簿」での評価は以下の通りとなっており、25.1点（満30点）となっている。同雑誌1993年10月号特別付録の「PCエンジンオールカタログ'93」では、「戦闘画面は横から見た形式になっているので、カブキたちの攻撃をグラフィックで見ることができる。全体的に操作しやすい」と戦闘システムや操作性に関して肯定的なコメントで紹介されている。
| 項目 | キャラクタ | 音楽 | お買得度 | 操作性 | 熱中度 | オリジナリティ | 総合 |
| 得点 | 4.6        | 4.4  | 4.1      | 3.9    | 4.1    | 4.1            | 25.1 |

## 関連作品
本作に直接関係する作品のみ。シリーズ作品とそれらの関連作品は『天外魔境』および各ゲームタイトルの記事を、本作に関連する音楽CDについては#音楽を参照のこと。

### ゲーム
『カブキ一刀涼談』
PCエンジン アーケードカードCD-ROM2、1995年2月24日発売、ハドソン
本作のキャラクターを中心とした対戦型格闘ゲーム。
『天外魔境 電々の伝』
PCエンジン SUPER CD-ROM2、ハドソン
同社の『ボンバーマン'94』の体験版をベースに、使用キャラクターをカブキに置き換えたもの。ファンクラブ会員などに配られた非売品。

### 書籍
『PCエンジンCD-ROMカプセル特別版 天外魔境 風雲カブキ伝 出撃の書』
1993年6月15日発売、小学館
体験版CD-ROMディスクが付属したムック。
『天外魔境 風雲カブキ伝 これぞ天下無敵の究極攻略本!!!』
1993年8月6日発売、集英社
本作の攻略本。
『天外魔境 風雲カブキ伝 ぶっとび少年編』
集英社、Vジャンプ連載
原作：広井王子、絵師：辻野寅次郎によるオールカラーの絵物語。

### 小説
『天外魔境 風雲カブキ伝リプレイ』
1994年3月1日発売、角川スニーカー・G文庫
下田淳著。「著者が『天外魔境 風雲カブキ伝』をプレイしている様子を小説風に書き下ろしたもの」であり、一般的なノベライズとはかなり趣が異なる。

### ビデオ
『DiGi mation 4 天外魔境 電々の伝 電脳電撃カブキ伝』
1993年夏頃配布、VHS、ハドソン
本作の購入特典用として制作費1億円を投じて作られた実写ドラマ。小野武彦、八名信夫といった著名な俳優が出演しているほか、TIMを結成する前のゴルゴ松本やレッド吉田も役者として出演している。
- キャスト
  - カブキ団十郎：石渡譲二
  - あか旦那：小野武彦
  - 世阿弥：枡川譲治
  - おくに：岩崎ひろみ
  - 足下長彦：滝川健
  - 足下次彦：桐生康詩
  - 足下三彦：松本政彦
  - 足下四彦：柴崎蛾王
  - 足下末彦：崎山凛
  - モースフィール祭司：八名信夫
  - ボンバー：及川ヒロオ
  - 広井王子：広井王子
  - 女王マキ：山田真樹
  - 一心太助：小川裕之
  - 小林副社長：小林正樹
  - 男A：吉田永憲
  - ナレーション：井原生子

- スタッフ
  - 企画・製作・編集・脚本・監督：工藤裕司
  - 原作：P・H・チャダ
  - 総案：広井王子
  - 音楽：田中公平
  - プロデューサー：深沢清澄、栗田忠俊
  - 製作：ハドソン